# Ambtenverkoop
Ambtenverkoop is het vergeven van openbare functies door ze te verhandelen. Dit fenomeen was ruim verspreid in onder meer China, het Ottomaanse Rijk en ook in het Europa van het ancien régime, met inbegrip van de Lage Landen.
Voor de meer aanzienlijke (en duurdere) functies ging deze venale praktijk gepaard met het verlenen van persoonlijke adel aan de ambtsdrager, die typisch erfelijk werd na een drietal generaties. Deze personen vormden de kern van de ambtsadel. Wie een venaal ambt van de overheid had gekocht, al dan niet op een veiling, kon dat dikwijls op zijn beurt doorverkopen, verhuren of laten toevallen aan een erfgenaam.
Diverse oorzaken gaven aanleiding tot het ontstaan van ambtenverkoop: de gewoonte om openbare bezoldigingen rechtstreeks te laten betalen door de bevolking, de feodale opvatting van het ambt als privébezit, en ook de fiscale noden van de staat. De middeleeuwse praktijk van de ambtenverkoop nam een hoge vlucht tijdens het absolutisme, in het bijzonder in Frankrijk. Louvois, minister onder koning Lodewijk XIV, meende dat het goedkoop geld in de schatkist bracht en de kopers ook politiek aan de koning bond. Men moest immers een kapitaal storten en daarna doorgaans een jaarlijkse taks betalen ter waarde van een zesde daarvan (de paulette genaamd). Venale ambten lagen vaak in de gerechtelijke sfeer, maar ook militaire functies werden zo toebedeeld.
Waarschijnlijk heeft de ambtenverkoop bijgedragen aan het politieke verval van de regimes die dit op grote schaal toepasten. In het 18e-eeuwse Frankrijk deed zich overigens een afname van de verkoopprijzen voor. Tijdens de Franse Revolutie werd de venaliteit der officiën afgeschaft door de decreten van 4-11 augustus 1789. Voor de koninklijke ambten werd een schadeloosstelling voorzien, maar niet voor lokale functies. In 1790 werd meer dan 800 miljoen livres aan compensatie uitbetaald, een enorm bedrag dat de overheidsfinanciën verder kelderde. Niettemin lag de uitbetaalde som fors onder de geraamde marktwaarde van 1,5 miljard livres. Voor de begunstigden kwamen deze inkomsten mooi op tijd om genationaliseerde kerkgoederen mee te kopen. 
Ook in andere landen doofde de ambtenverkoop uit. Wel deed zich in de 19e eeuw het fenomeen voor dat bepaalde beroepen, zoals notarissen en gerechtsdeurwaarders, het recht kregen hun opvolgers voor te dragen.

## Voetnoten
1. ↑  Peter McPhee, Liberty or Death. The French Revolution, 2017, p. 106
2. ↑  Rafe Blaufarb, The Great Demarcation. The French Revolution and the Invention of Modern Property, 2019, p. 60